# Джастін Сметерст
Джастін Сметерст  (англ. Justine Smethurst, 14 січня 1987) — австралійська софтболістка, олімпійська медалістка.
Навчалася в Гавайському університеті.

## Виступи на Олімпіадах
| Олімпіада  | Дисципліна | Місце |
| ---------- | ---------- | ----- |
| Пекін 2008 | софтбол    | 3     |